# Майорщина (Лубенський район)
Майо́рщина —  село в Україні, у Лубенському районі Полтавської області. Населення становить 886 осіб. Входить до Гребінківської міської громади.

## Географія
Село Майорщина знаходиться на правому березі річки Сліпорід, недалеко від її витоків, нижче за течією примикає село Тарасівка, на протилежному березі - село Сліпорід-Іванівка. Річка місцями пересихає, на ній кілька загат.

## Історія
Сліди поселення Майорщини тягнуться ще з початку XVIII ст. В матеріалах ревізії 1740 р. знаходимо запис: «В хуторе козака Андрея Проценка наемные - 2 чел. (пасечник й скотарь)».
У сповідальній відомості Петропавлівської церкви с. Короваїв (Преображенською церква стала з 1853 р.) за 1758 р. записано: «В хуторе Андрея Проценка посполитих 25 мужского пола й 22 женского пола».
В «Описах Київського намісництва 1781 - 1787 р.р.» записано, що в х. Проценківському осаула полкового Льва Гербаневського мешкало 17 душ. Гербаневські до 1787 р. ще не всю Проценківську маєтність закупили, про що свідчить «купчая крепость», 1799 р.: «Дворянка, жена умершого вахмистра Ивана Чепелевского Мария Максимовна продала майору Льву Трофимовичу Гербаневскому пахотную й сенокосную землю, доставшуюся от дяди мужа моего Андрея Проценка на правобережье Слепорода за 300 рублей».
Гербаневські прийшли із Польщі. Сини Івана Орди Гербаневського (до свого прізвища польські Гербаневські добавляли «Орда») Петро і Іван поступили на російську службу: Петро — в Пирятинську сотню, а Іван - осаулом охочекоморшого полку (охочекомонні полки комплектувались із добровольців). Онук Івана Івановича Гербаневського Лев Трохимович, осаул полковий, а згодом майор, заволодів хутором, який продовжувавсь називатись Проценківським.
А в «Описах Лівобережної України 1799-1801 р.р.», мабуть, вперше хутір був названий Майорщиною (в той час тут мешкало 53 душі чоловічої статі). Оскільки хутором (а потім з 1850 р. і «деревнею») незмінно володіли Гербаневські, то його називали Гербаневщиною.
За переписом населення 1859 р. (10-го народного перепису) в д. Майорщині мешкало 269 дуці. (127 душ,чоловічої, статі і 142 душі жіночої статі). Договір на викуп землі селяни укладали з поміщиками Гербаневськими: Любов'ю Іванівною, вдовою титугарного радника Льва Михайловича (онука Льва Трохимовича) та її сином Михайлом Львовичем.
Із 127 «ревізьких душ» мали право на надії 125 душ. Всього селянських дворів тут було 32 із яких тяглими (які мали коней або волів) були 12 господарств. До реформи селяни користувались 196,18 десятинами поміщицької землі (за яку щороку відробляли панщину), що становило в середньому 1,57 десятин на одну «ревізьку душу». Законом про викуп землі були встановлені розміри наділів землі (для викупу) на одну «ревізьку душу»: мінімальний - 0,916 десятин і максимальний - 2,75 десятин.
Не дивлячись на те, що існуючий до реформи наділ на одну «ревізьку душу» (1,57 десятин) був вище мінімального, поміщики згодились іще добавить селянам землі 102,9 десятин. Тепер селяни одержували під викуп 299,08 десятин землі (із них присадибної - 9,18 десятин), що становило 2,29 десятин на одну «ревізьку душу».
В 1915 р. в Майорщині налічувалося 5 вітряків (млинів). В 1911 р. Пирятинське земство відкрило тут прокатну станцію, де можна було взяти на прокат: культиватор, лущильники, сівалку, трієр, оприскувач для садів і інші знаряддя сільськогосподарського виробництва.
В 1884 р. тут мешкало селян 422 душі обох статей і дворян - 7 душ.
За переписом населення 1900 р. в д. Гербаневщині (Майорщині) значилось 600 душ обох статей; в 1910 р. - 776 душ (4 дворянських господарств, одне козацьке і 124 селянських господарств); в 1926 р. - 1150 душ; в 1939 р. - 1174 душі.
Син Леонтія Михайловича і Любові Іванівни статський радник Михайло Львович і його дружина Марія Дем'янівна (до шлюбу Родзянко) залишили своїм дітям значні земельні володіння.
Про Михайла Львовича Гербаневського згадував М. В. Стороженко в своїй праці «З мого життя»і якого він добре знав як гласного (депутата) Пирятинських земських зборів, а потім - як земського начальника (голови виконавчого органу Пирятинського повіту) і як хорошого господаря. «Закінчивши курс інституту шляхів, він (Михайло Львович) осів у своїй батьківщині, Майорщині.
Він щиро закохався у сільське господарство. Мавши до 2500 десятин, він його розвів у великому масштабі. Він один з перших у нашому повіті завів плодозміни, сіяв трави, мав гарний кінський завод, багато товару, скоту та свиней, великий зразковий город із садовиною та оранжереєю. Треба помітити, що, мавши у молодих літах добре здоров'я та фізичну міць, він був робітником на взірець по усім галузям господарства, то й показував іншим, як треба працювати, особливо, коли почали заводити сільськогосподарські машини.
Було чого в нього повчитися! Одначе був він і людина громадська - любив і сам приймати гостей, і до інших довідуватися, тільки не під жнива, бо тоді йому було не до гостей - працював, що й сорочка не висихала. (До речі, частина Майорщини у свій час була названа Михайлівкою не на його честь, а на честь його діда, теж Михайла Львовича).
Сімейство його складалося із трьох синів - Лева, Анатолія, Валерія та двох дочок - Ольги та Катерини. Лев, закінчивши курс Київського корпусу та послуживши якийсь час у стрільцях, осів у Майорщині та щиро взявся за батьківське господарство аж до часу більшовицького режиму, коли він кинув Майорщину та й безвісти пропав. Анатолій збудував нову оселю у Лутайці під Городищем, оженився на дочці земського лікаря Ананія Павловича Лєбова, мав дітей та вмер молодим.
Валерій був військовий старшина, то його й було вбито на війні, проте тіло його знайшов брат Лев та й поховав на цвинтарі Городищенської церкви. Катерина вмерла дівкою, а Ольга вийшла заміж року 1920-го в Одесі за лікаря. І Лев і Анатолій були якийсь час гласними (депутатами).
В 1913 р. вони мали: Лев Михайлович - 737 десятин, Анатолій Михайлович - 735 десятин, Валерій Михайлович - 716 десятин, Ольга Михайлівна - 274 десятини (ця земля знаходилась не тільки в д. Майорщині: 504 десятини материнської землі знаходилось в д. Лутайці, і 494 десятини батькової матері - в м. Городищі).
Селяни ж д. Майорщини, яких в 1910 р. налічувалося 735 душ, мали всього 299 десятин землі. Ясно, що вони були невдоволені своїм становищем. Сестра жінки Євгена Аполлоновича Гребінки - Катерина Бондаренко, яка влітку 1905 р. разом з дітьми відпочивала в Убіжищі, 9 серпня писала своєму чоловікові: «У нас тут чуєш, що то там запалили хліб, то в другому місці, наприклад, кажуть люди, що у Гербаневських учора підпалили в один раз 15 скирт хліба і сіна, і усе враз. Дурні люди, бо хліб застрахований».
В 1900 р. в д. Майорщині відкрилась Покровська церква (дерев'яна), яка була приписана до Різдва Богородицької церкви м. Пирятина. В 1903 р. тут побудували шкільне приміщення і відкрили церковно-парафіяльну школу.
В 1905-1906 рр. вона була кращою церковно-парафіяльною школою в окрузі. Серед кращих учителів таких шкіл відзначались законовчитель цієї школи священник Іван Гиренко і учитель Іван Олійник.
В 1915 р. ця школа стала земською.
Радянську окупацыя розпочалась в січні 1918. У маєтку Горбаневського створено радгосп, 1925 – ТСОЗ, 1930 – колгоспи «Нове життя» та «Червоний прапор».
За переписом 1923 року у селі Майорщина Пирятинського району Прилуцького округу проживало 1008 жителів. З 19.IX.1941 - 19.IX.1943 село було окуповано німецько-фашистськими військами. У селі – середня школа, фельдшерсько-акушерський пункт, дитсадок, Будинок культури (на 200 місць), бібліотека (13362 одиниці збірників).
У селі встановлено в 1957 році надгробок на братській могилі радянських воїнів, які загинули під час визволення Майорщини у 1943, та пам’ятник воїнам-односельцям, полеглим під час Німецько-радянської війни.
У Майорщині був розташований колгосп ім. XX Партз'їзду, який мав 2 408 га землі, зокрема 2293 га орної. Артіль вирощувала зернові й технічні культури, відгодовувала худобу.
В Майорщині були розташовані сортодільниця з виведення нових сортів зернових культур та зооветеринарна дільниця, яка обслуговувала сусідні села.
22 червня 2023 року рішенням Національної комісії зі стандартів державної мови віднесено до списку населених пунктів, які «можуть не відповідати лексичним нормам української мови», зокрема стосуватися «російської імперської чи колоніальної політики». Громаді рекомендовано обґрунтувати доцільність збереження поточної назви або запропонувати нову назву в установленому законодавством порядку.

## Економіка
Зараз Майорщина - одне з найбагатших сіл Гребінківського району. У ньому (єдиному в районі!) збережено господарство, яке є колективною власністю, - СТОВ «Прогрес». Село, незважаючи на економічні труднощі, процвітає, зводяться нові будинки, проведено газифікацію, у ньому живуть і працюють люди творчої наснаги.
- Молочно-товарна ферма.
- ТОВ «Прогрес».

## Об'єкти соціальної сфери
- Дитячий оздоровчий табір «Світанок».
- Школа.

## Пам'ятки
У Майорщині зберегли і доглядають історичну спадщину, соснова алея, посаджена паном; залишки колишнього панського будинку,  розташований на території сучасної Майорщинської допоміжної школи-інтернат, вшановується пам'ять нащадків сім'ї Кравченка М.І.,  саме вони, працюючи  в пана, залишили прекрасні спогади, пов'язані з історією нашого села, якими ми скористалися у своєму дослідження.
Дуби́ чере́шчаті — ботанічна пам'ятка природи місцевого значення.

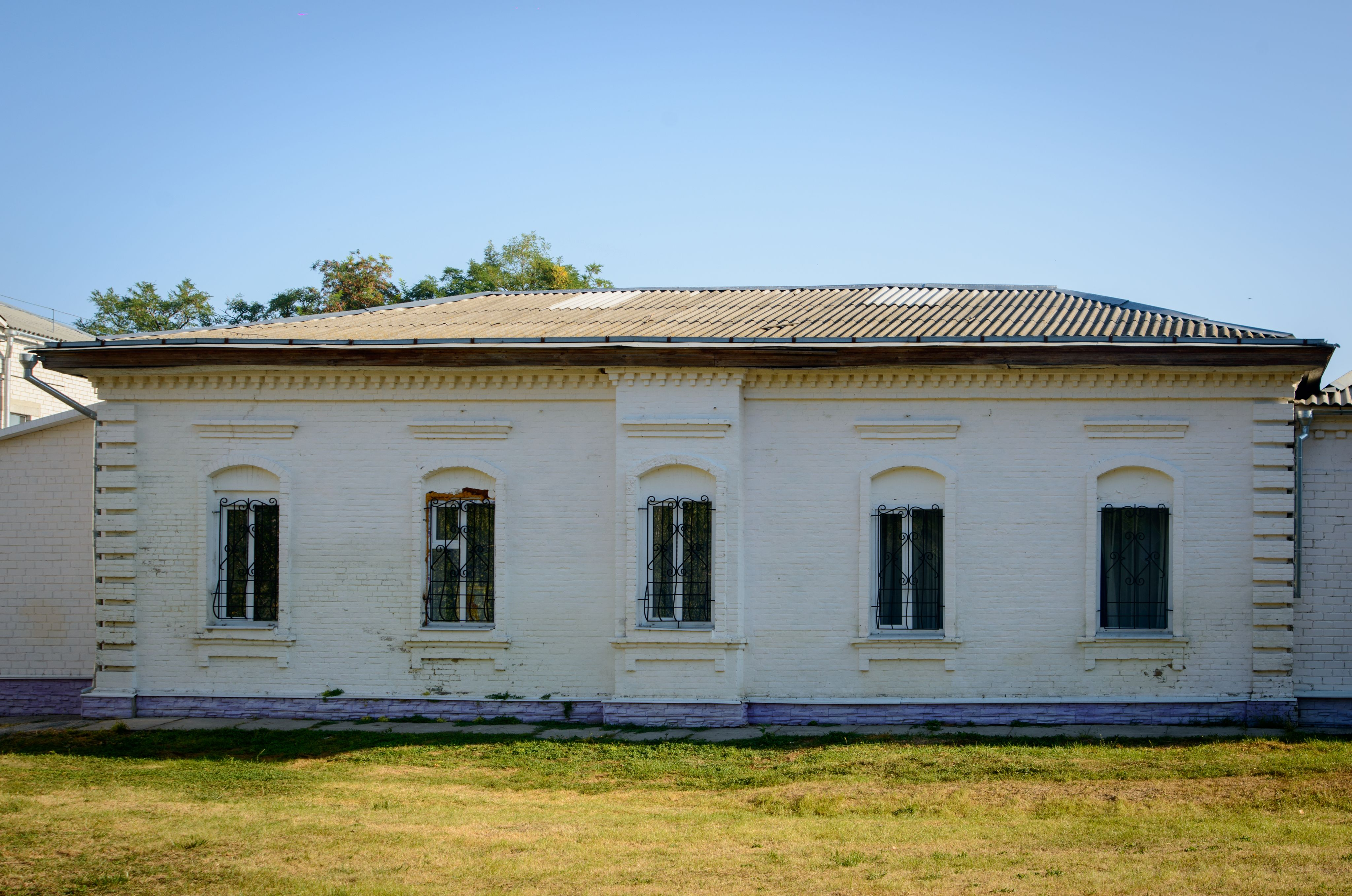
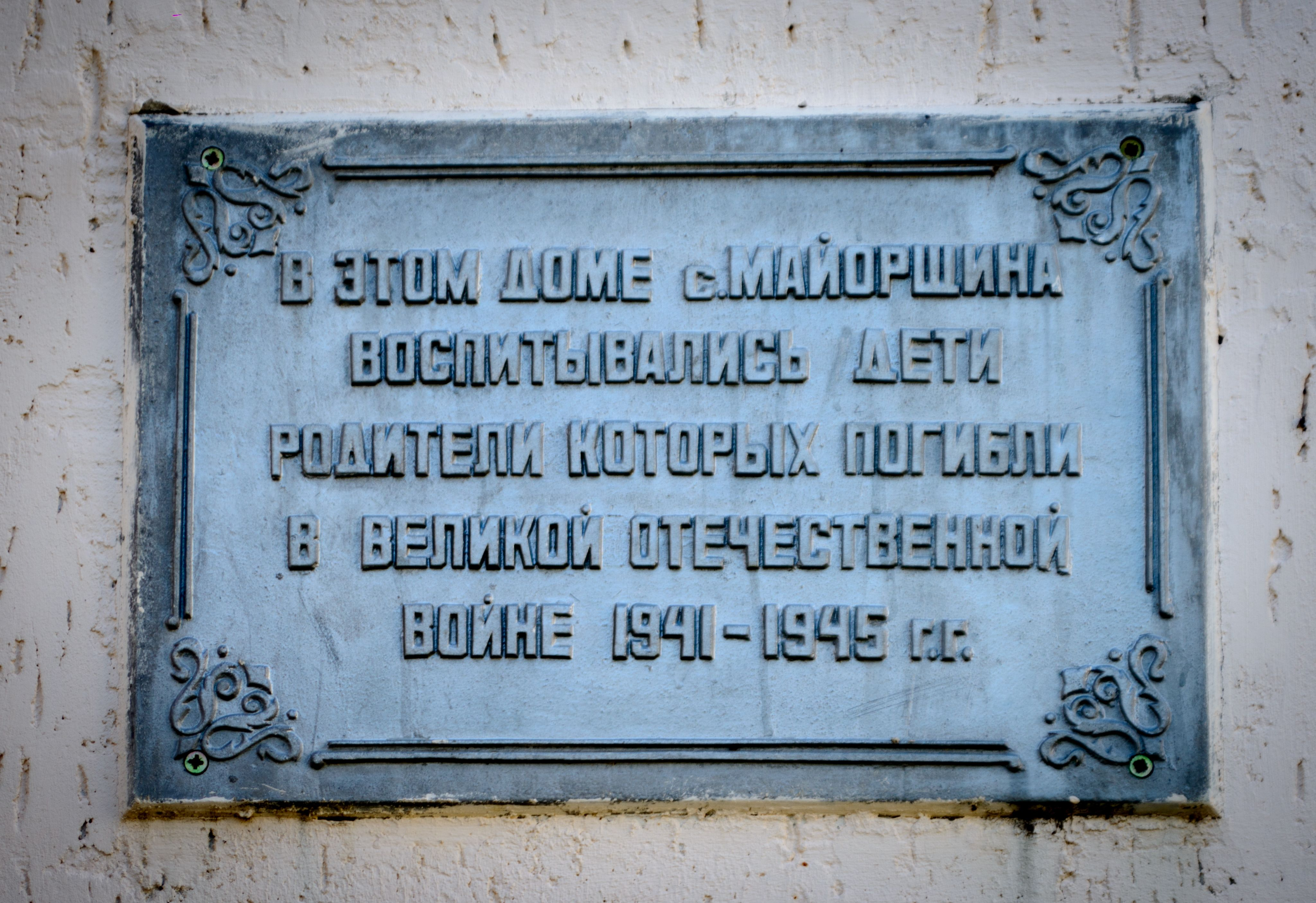
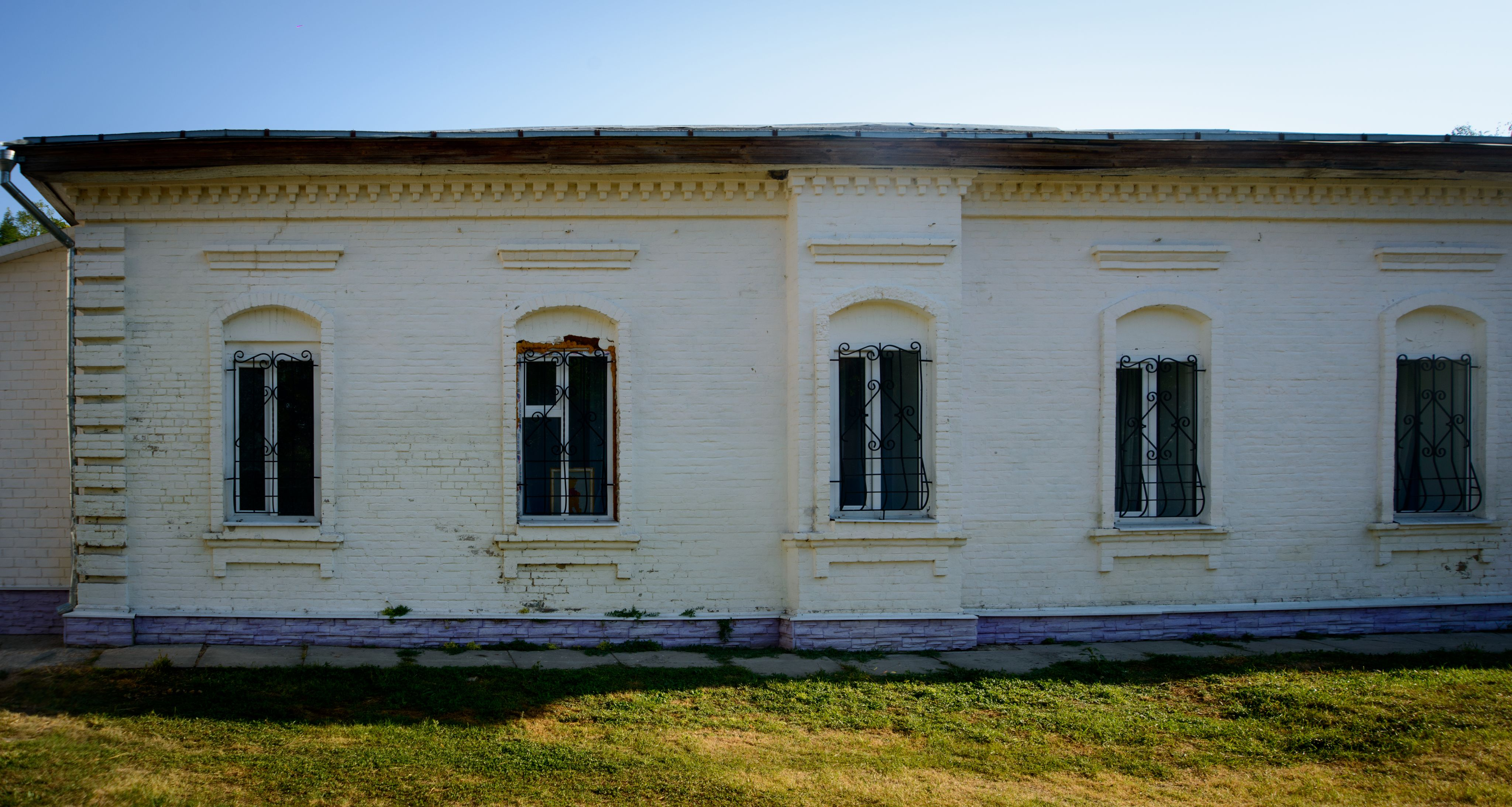
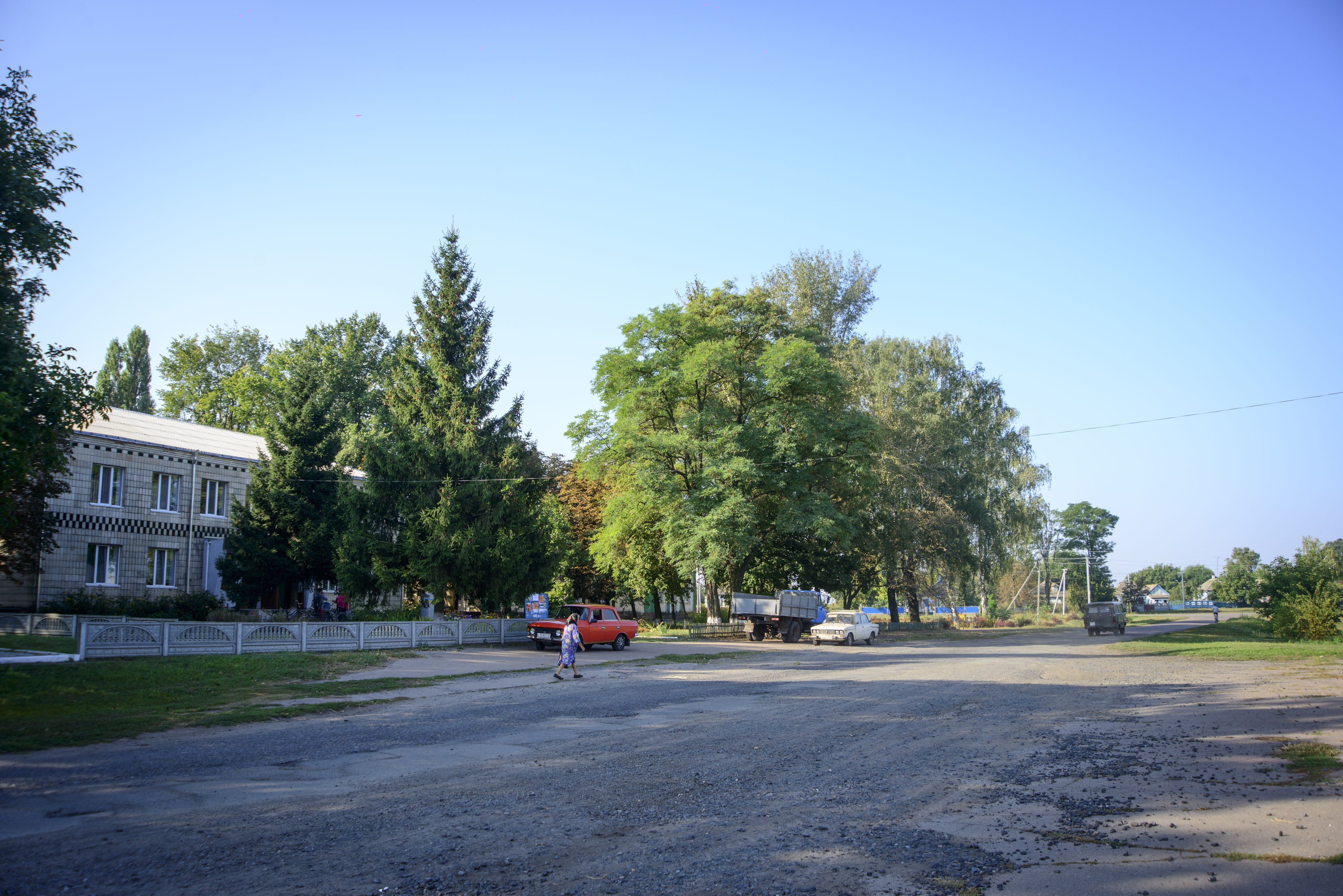
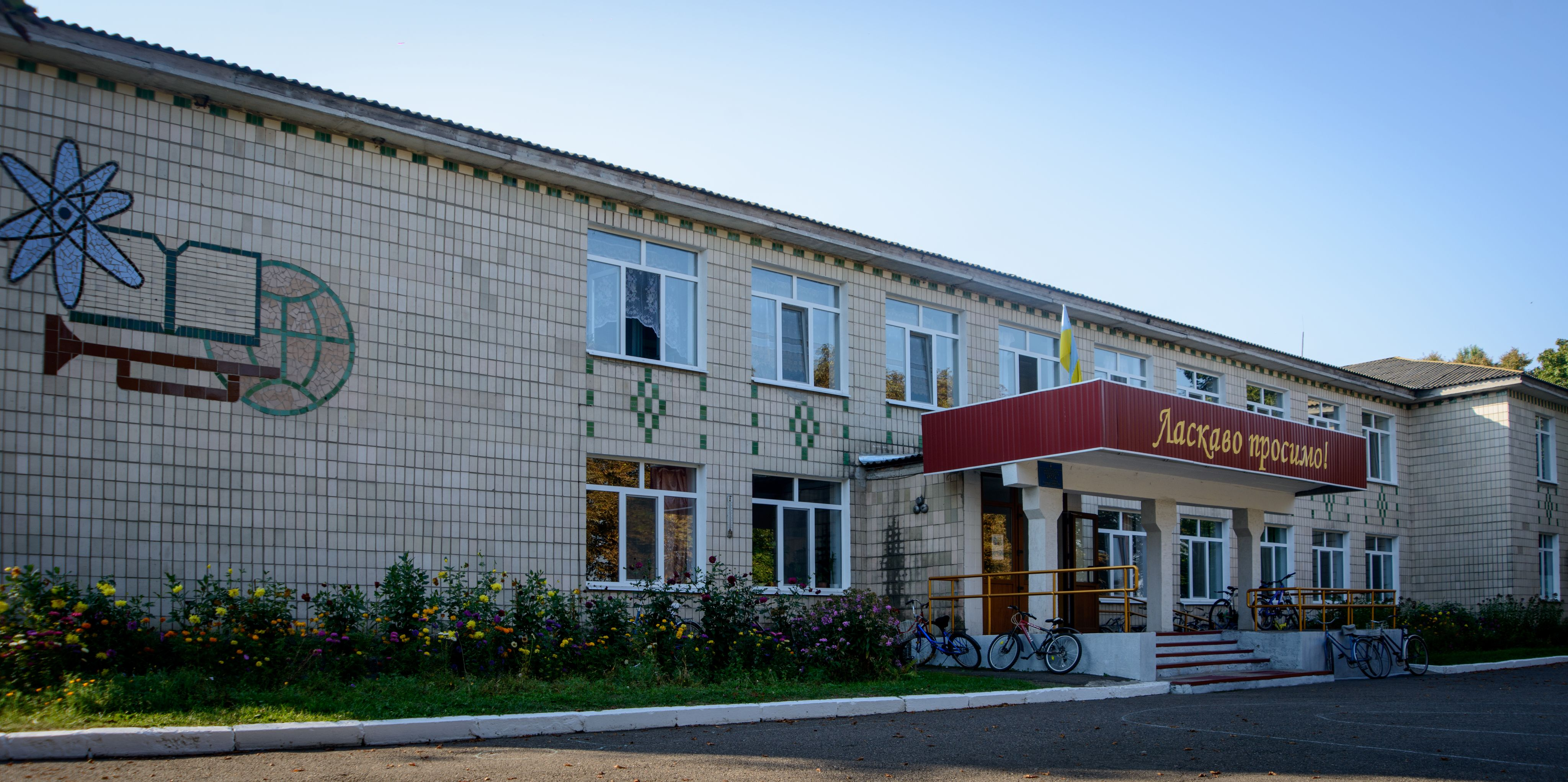
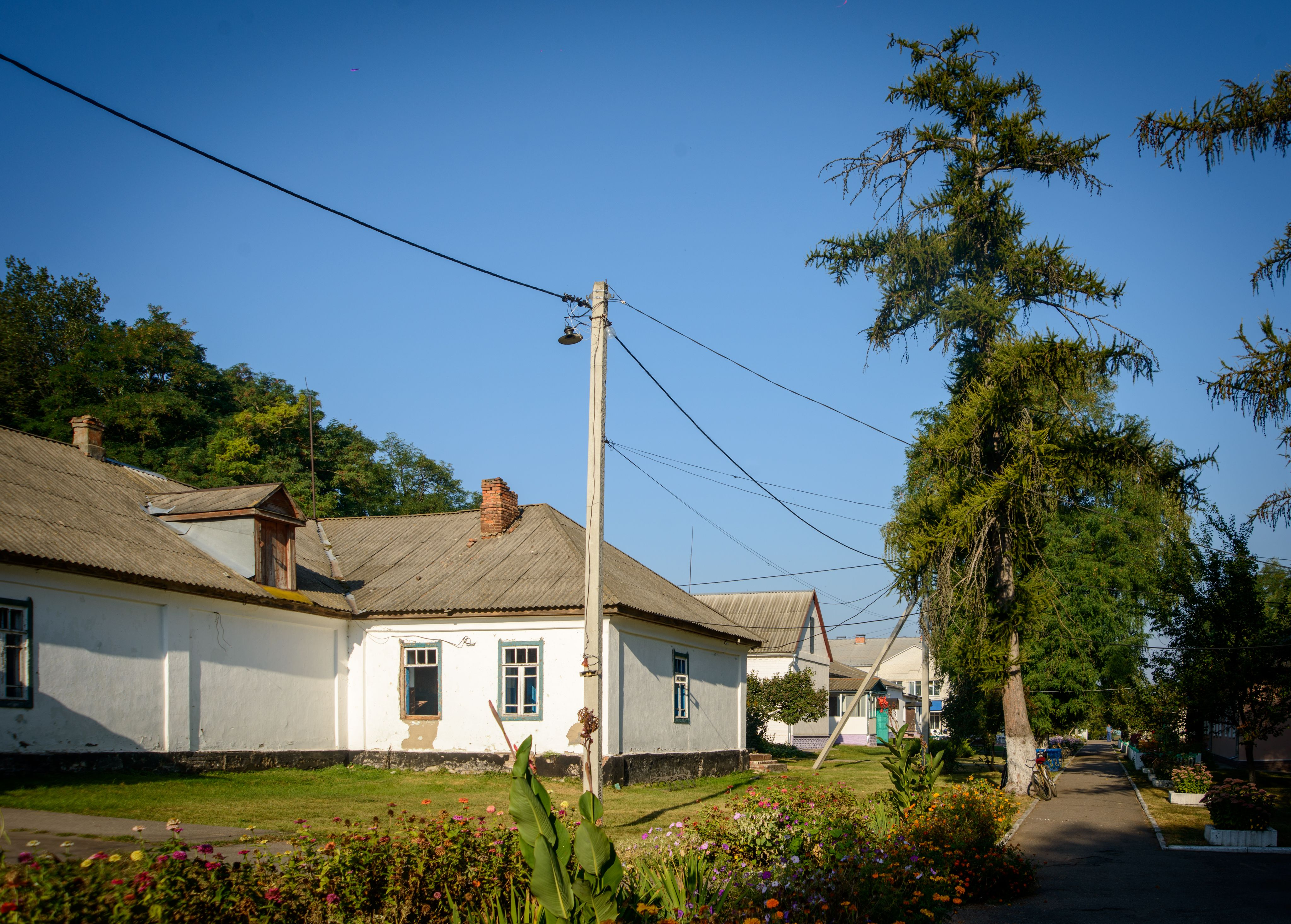
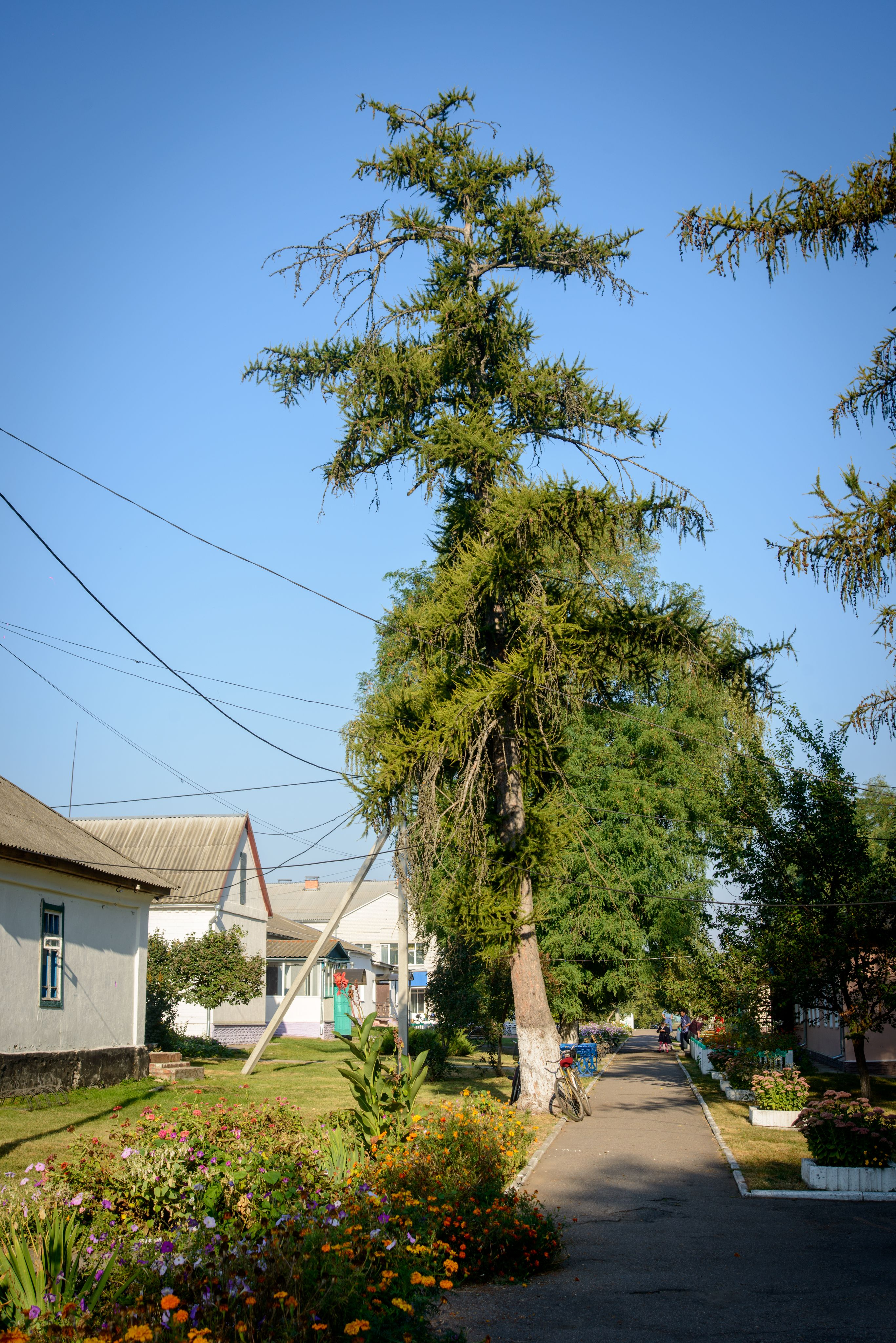
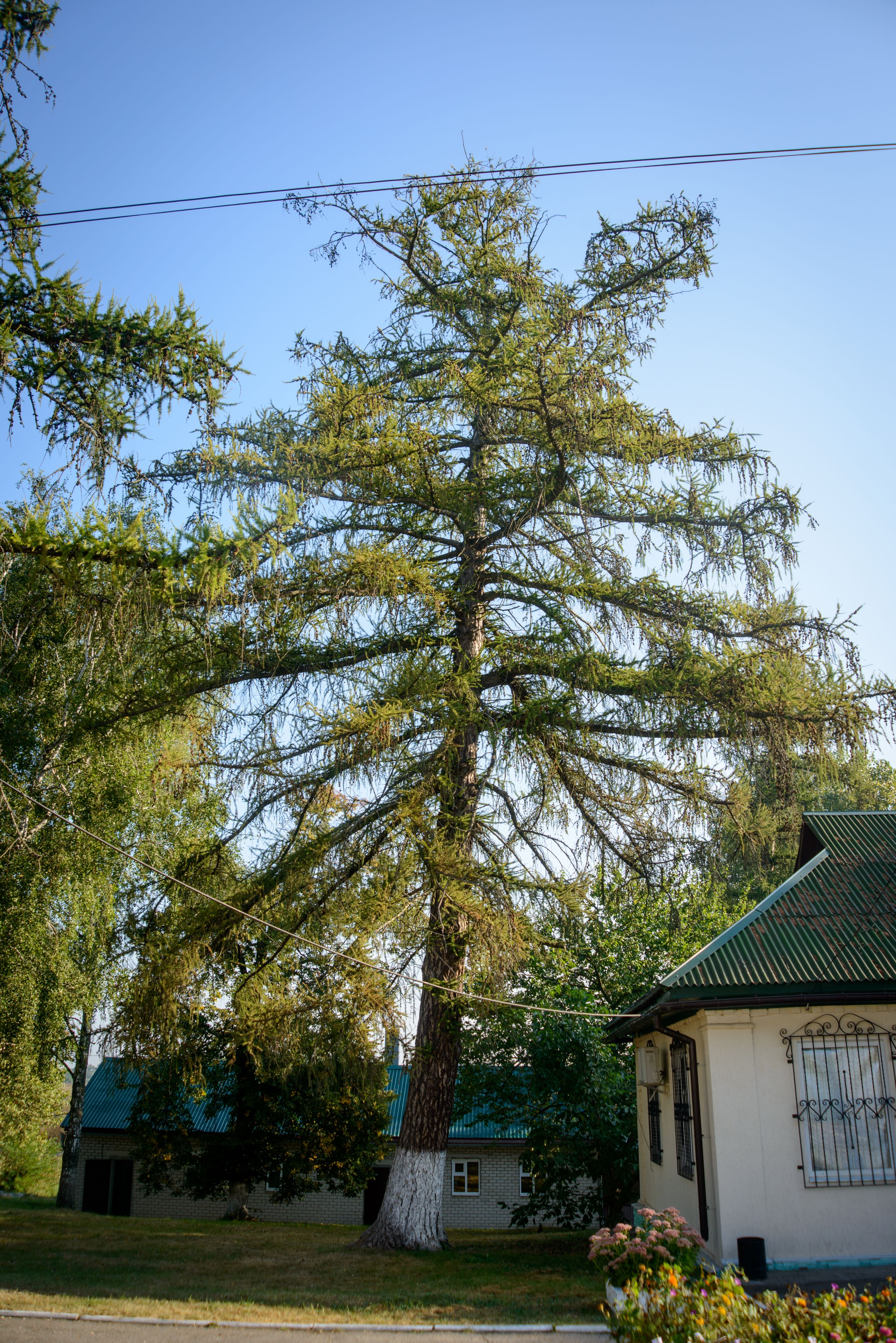
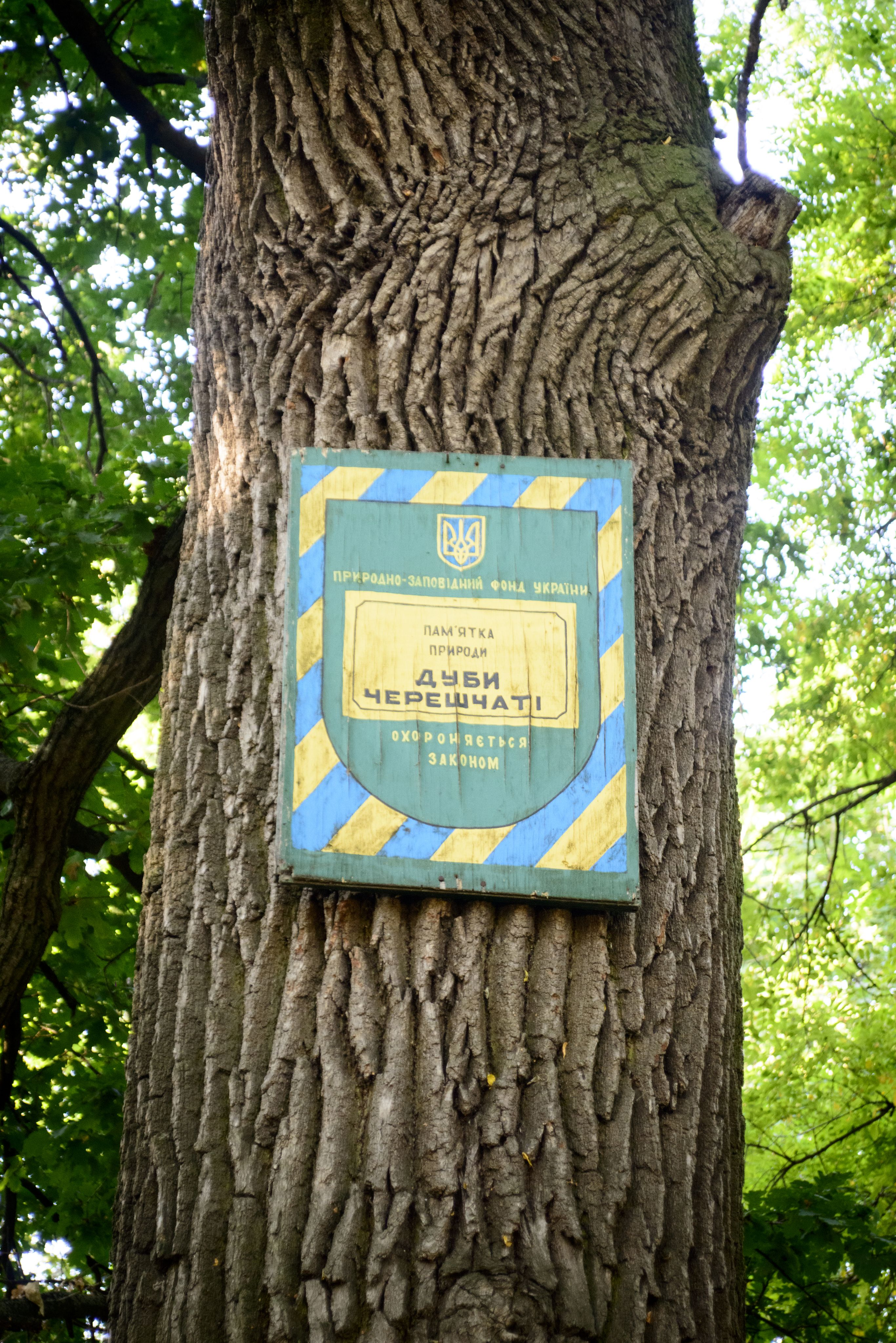
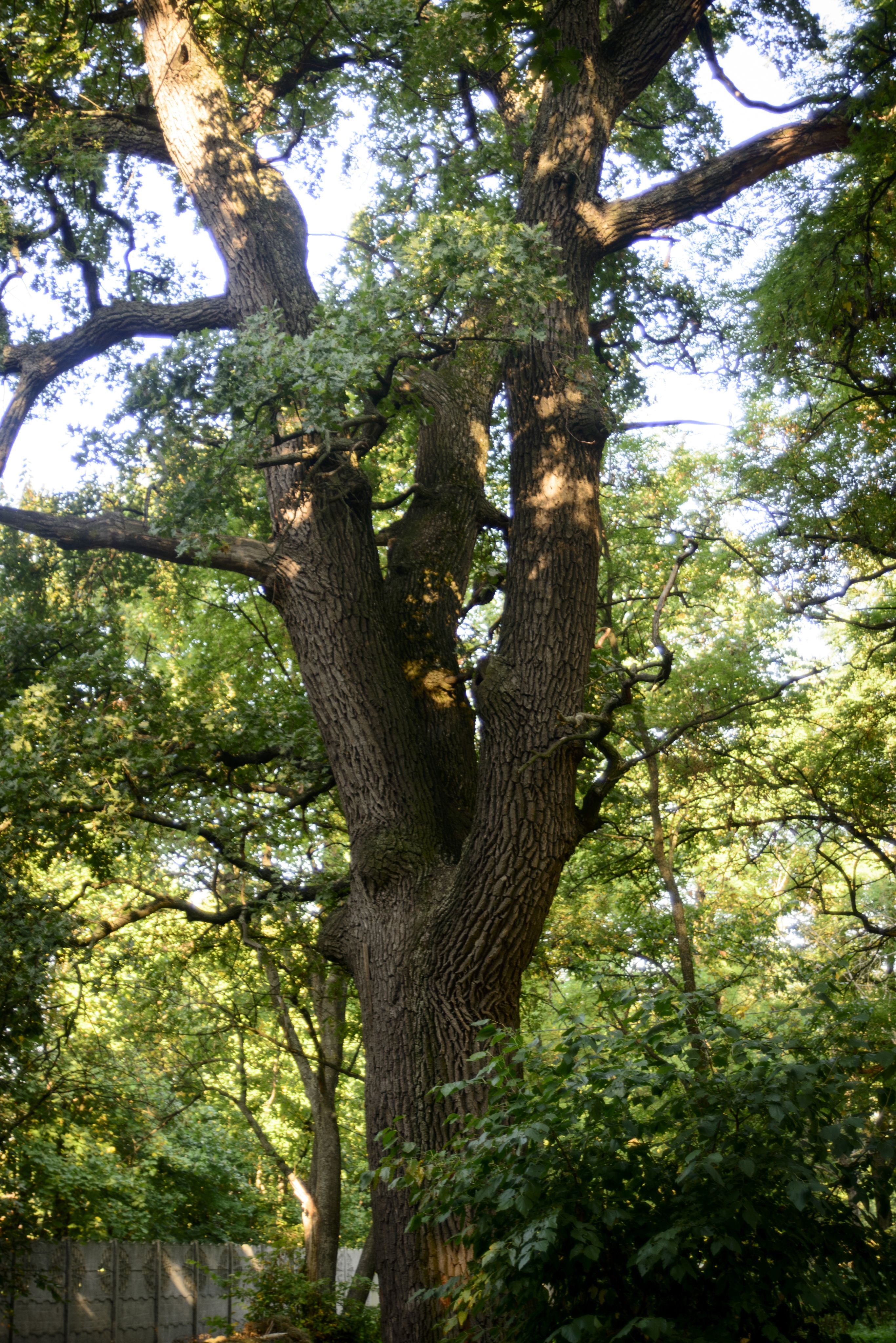
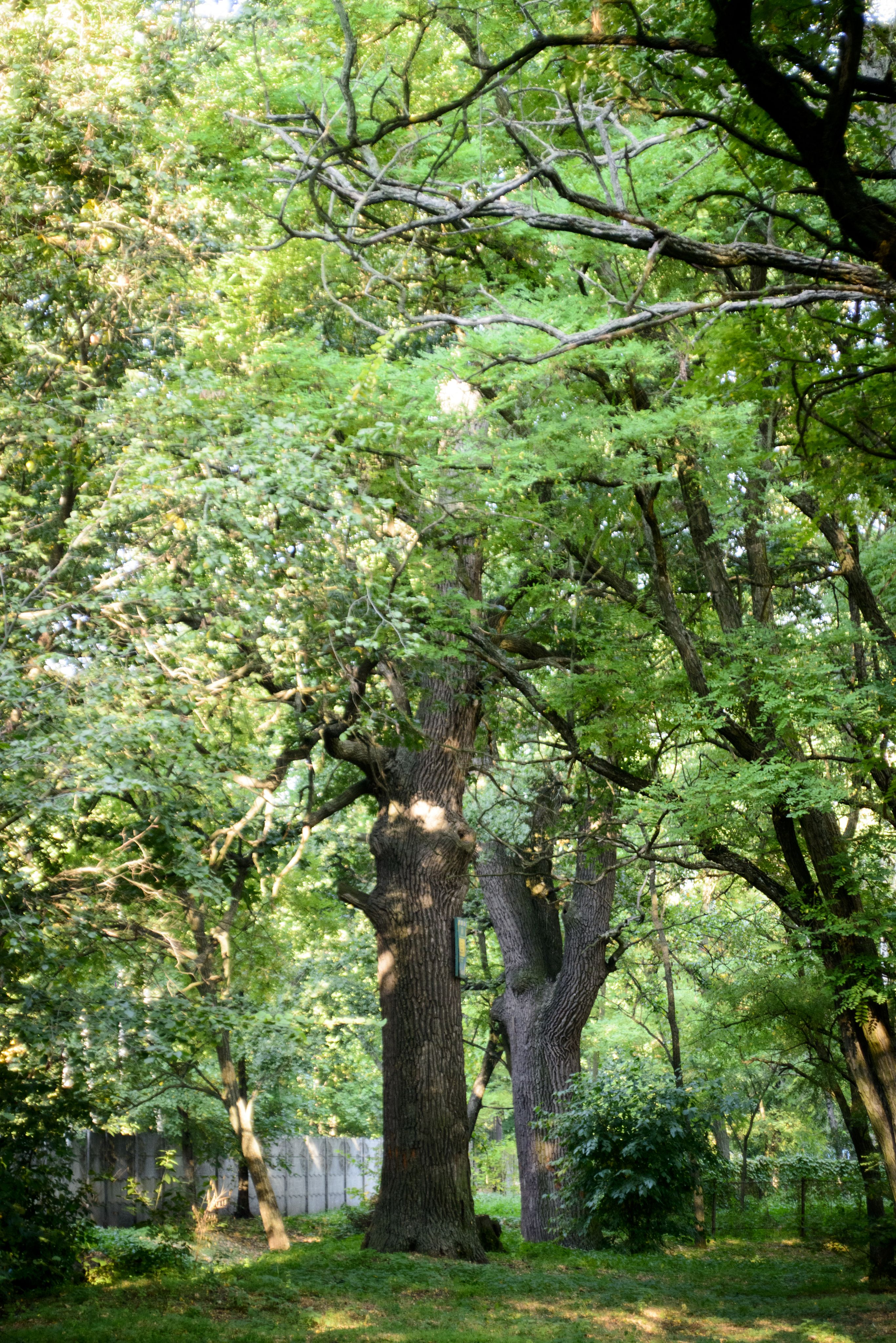
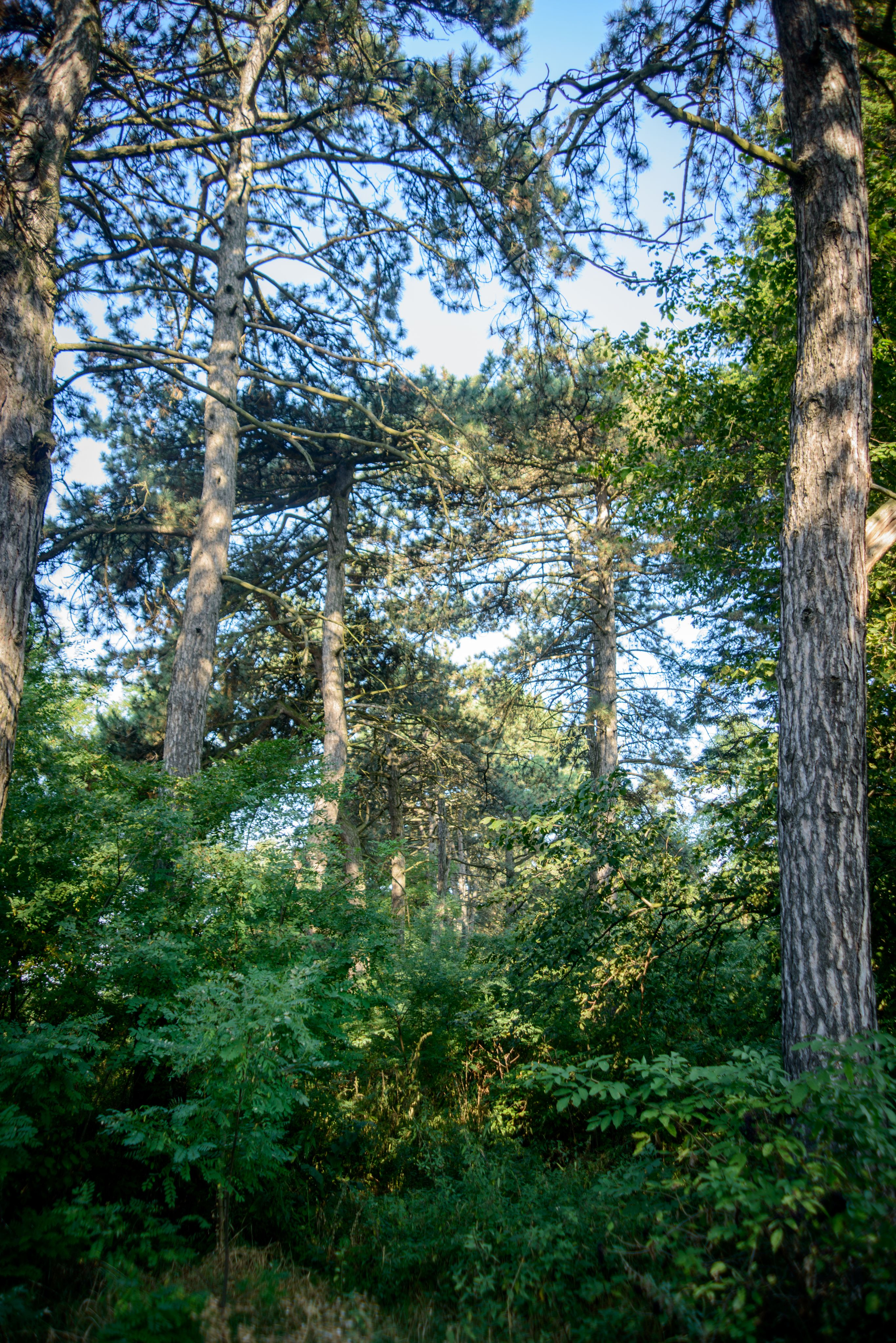
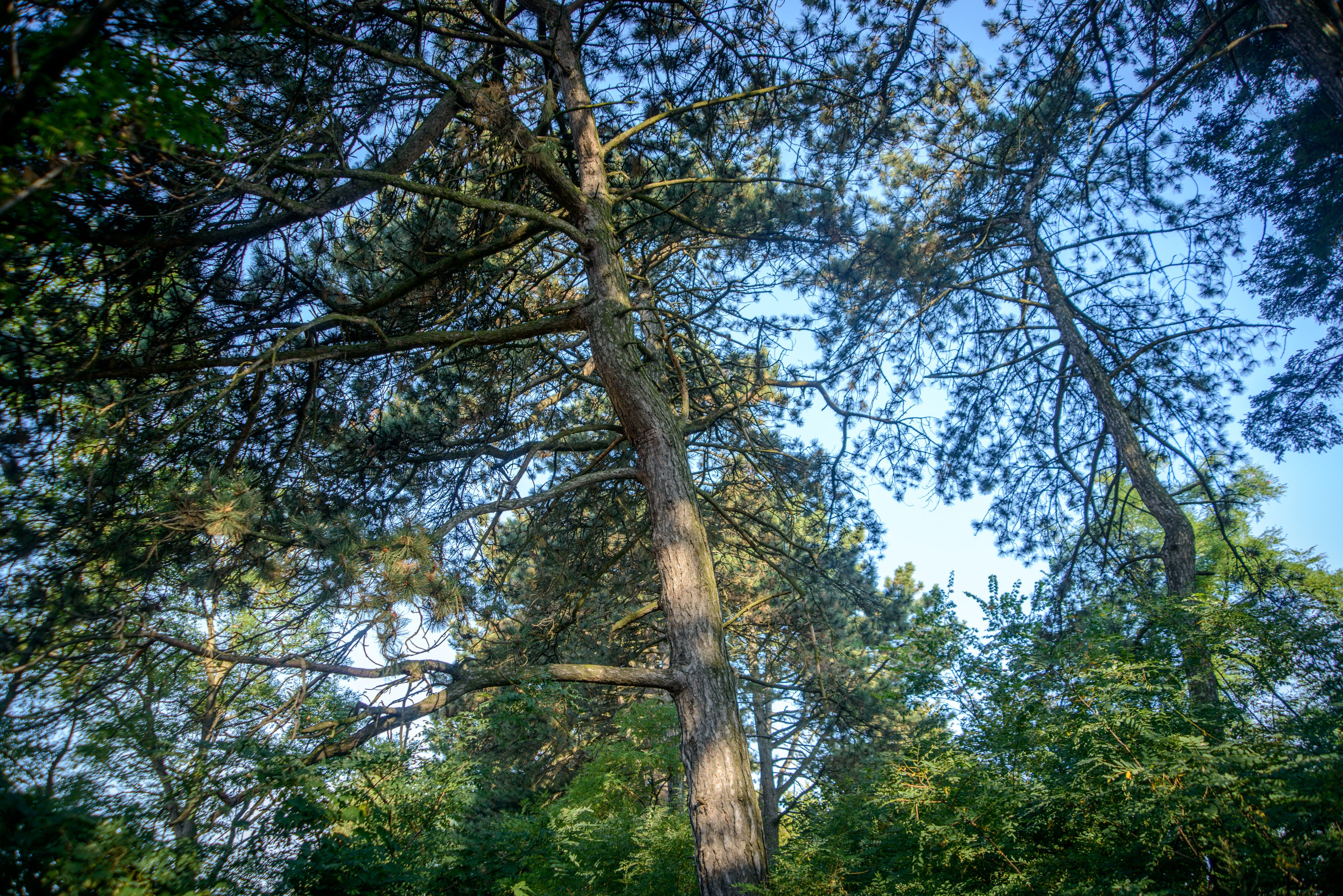
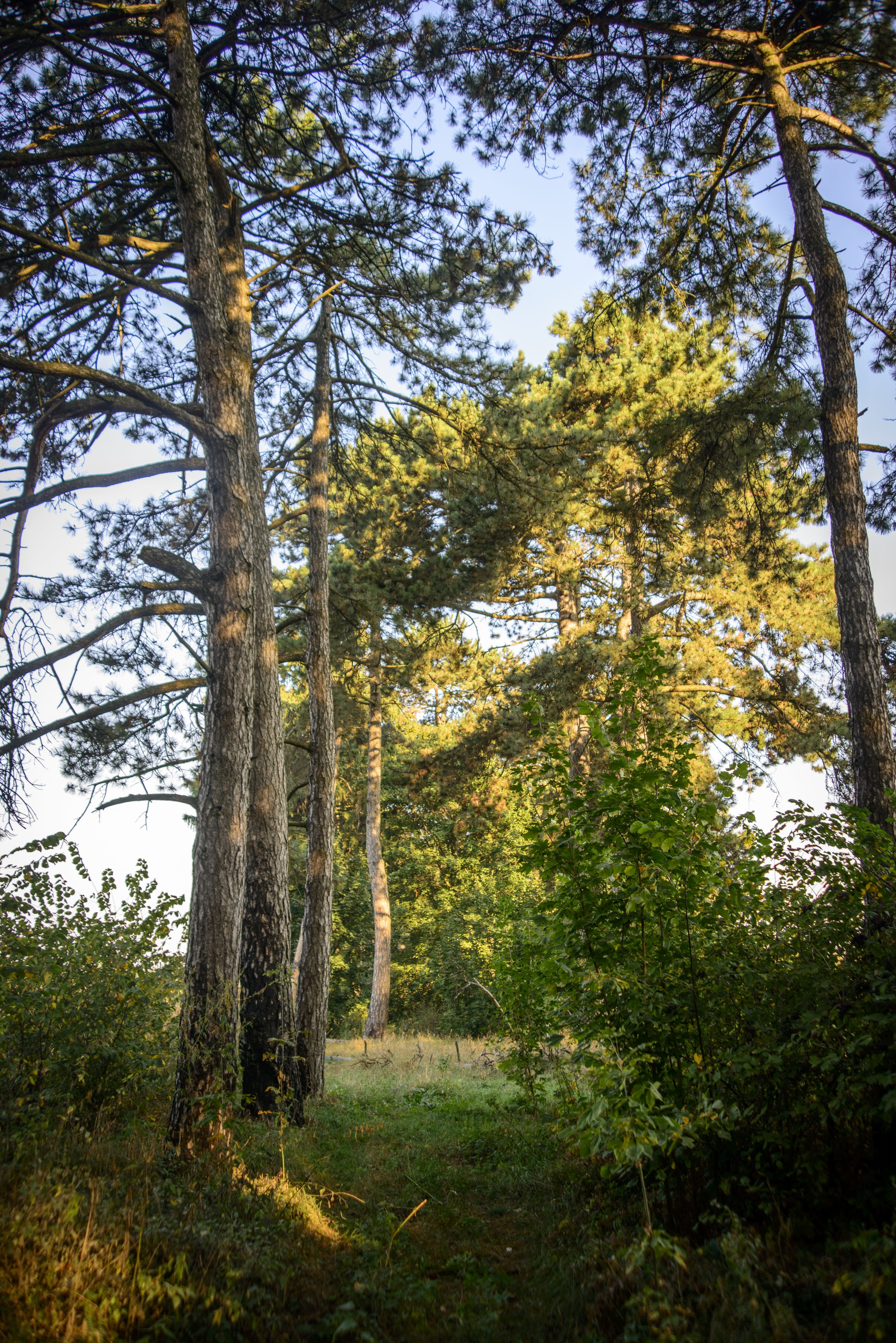
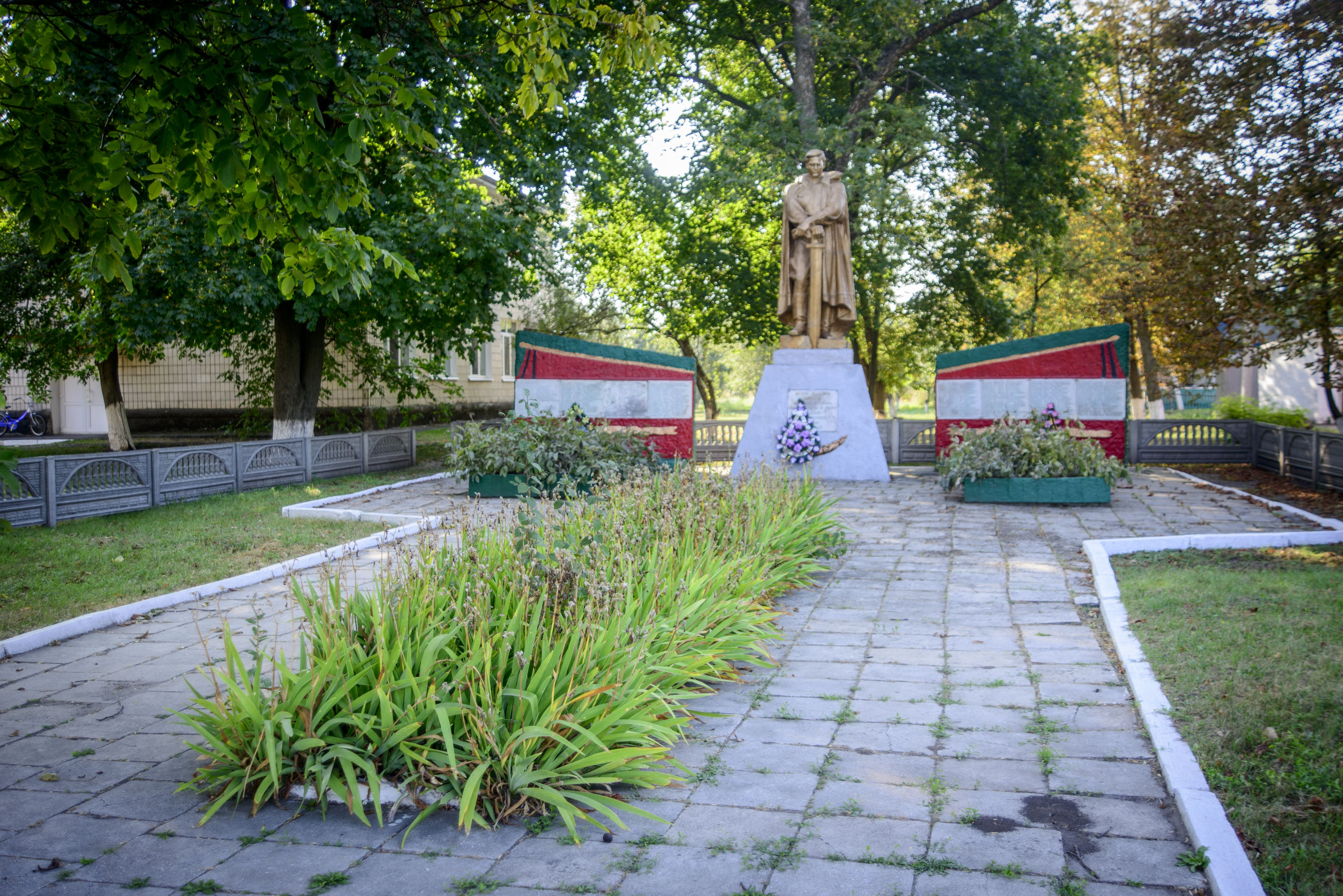
Братська могила радянських воїнів і пам'ятний знак полеглим воїнам-землякам
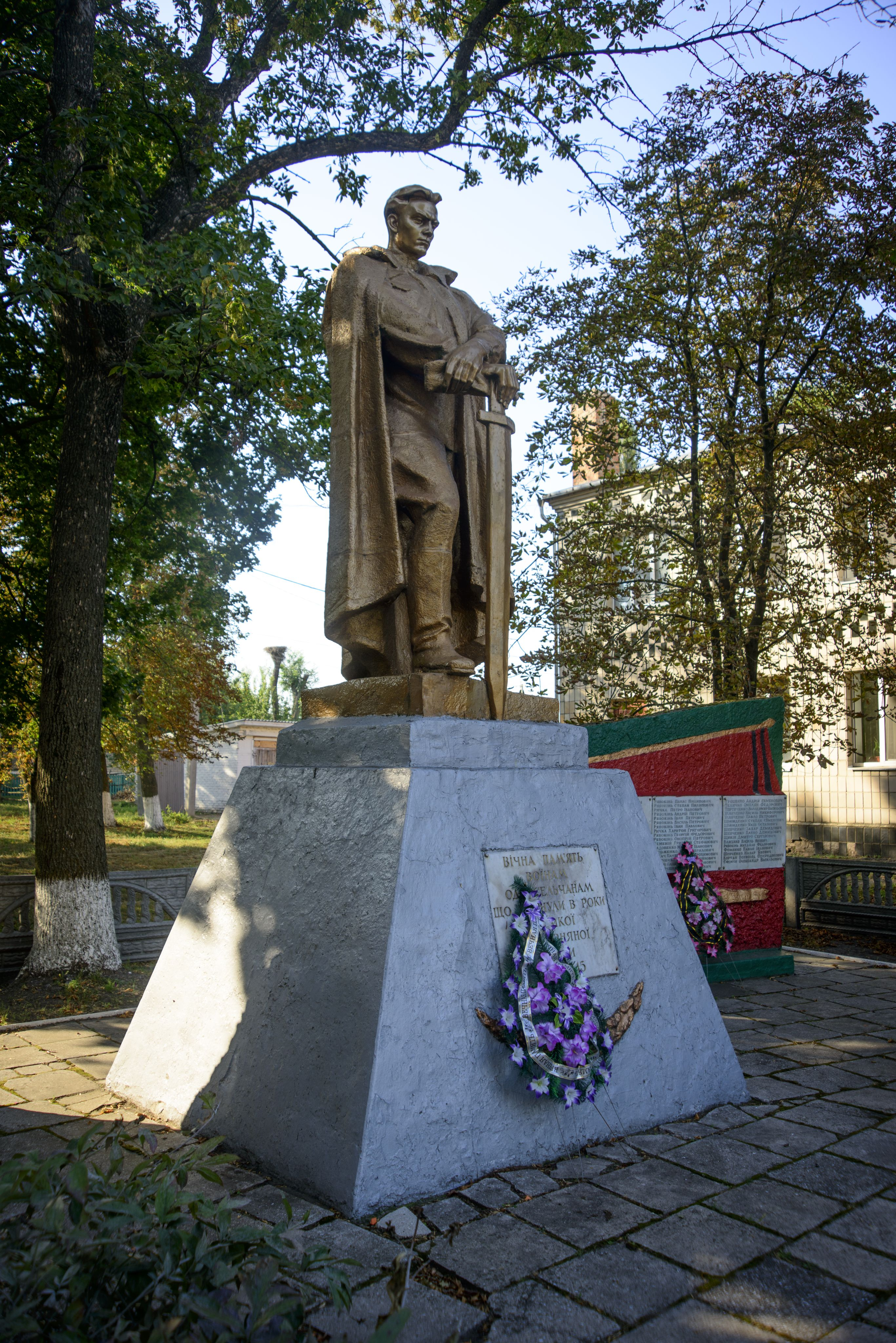
Братська могила радянських воїнів і пам'ятний знак полеглим воїнам-землякам
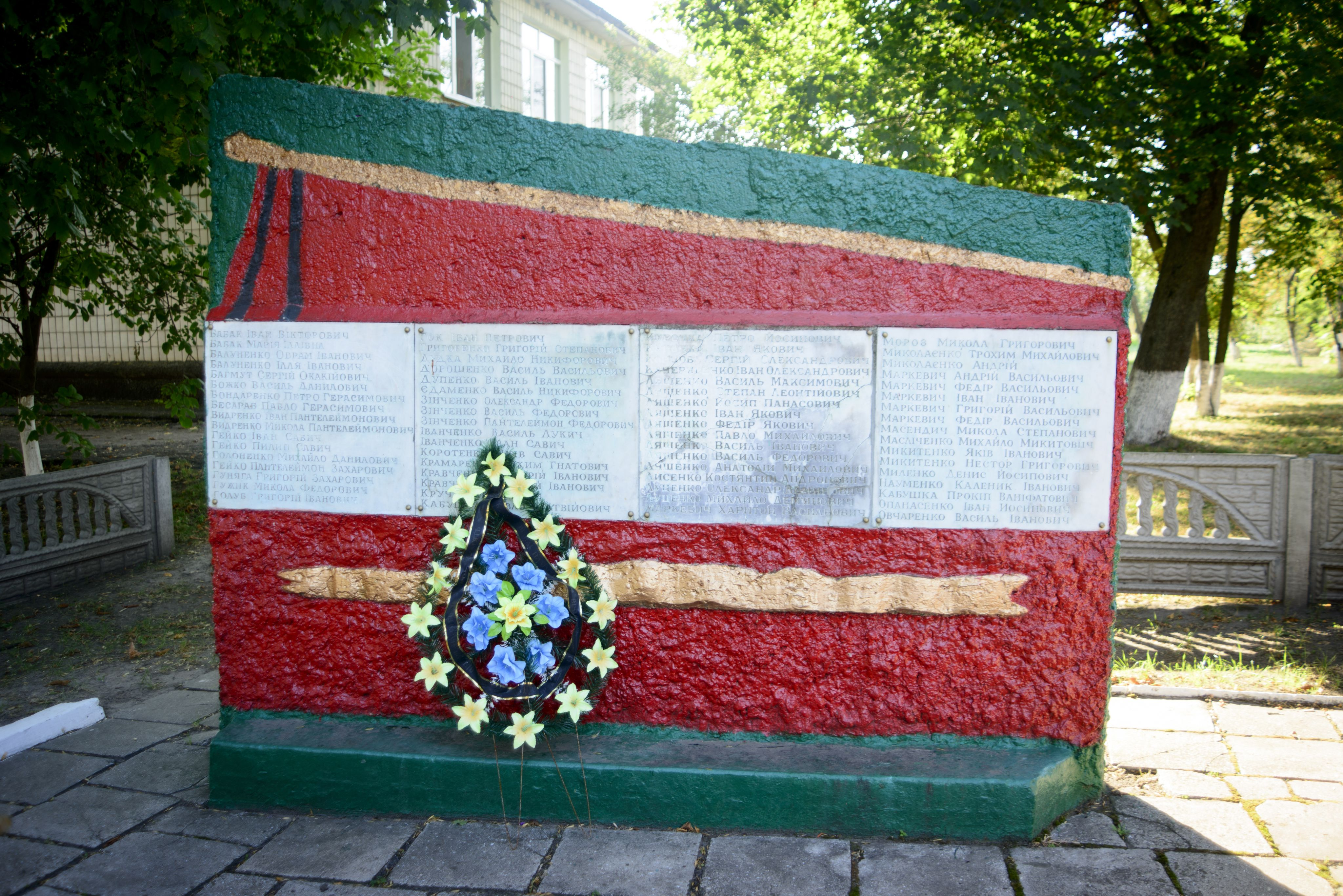
Братська могила радянських воїнів і пам'ятний знак полеглим воїнам-землякам
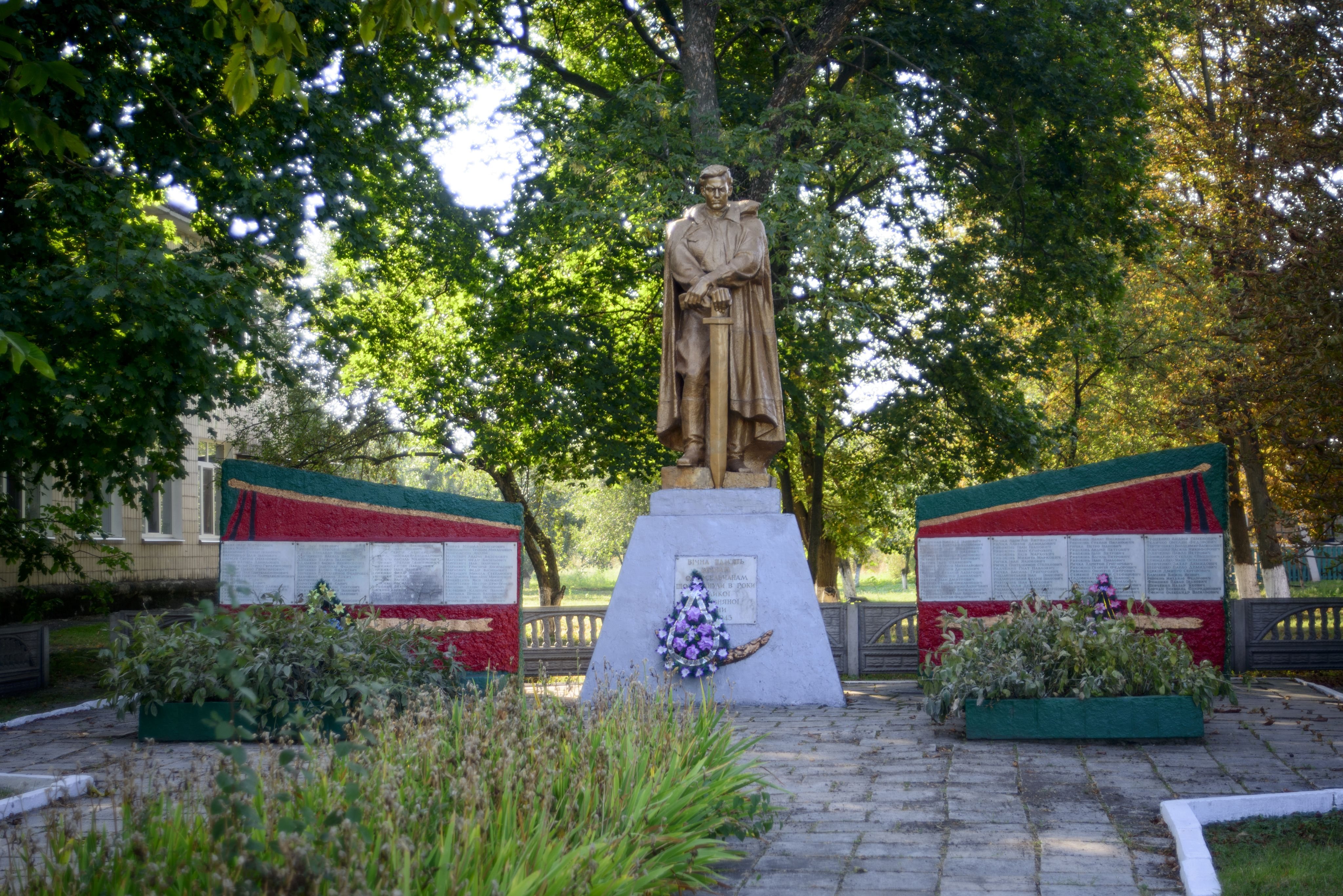
Братська могила радянських воїнів і пам'ятний знак полеглим воїнам-землякам
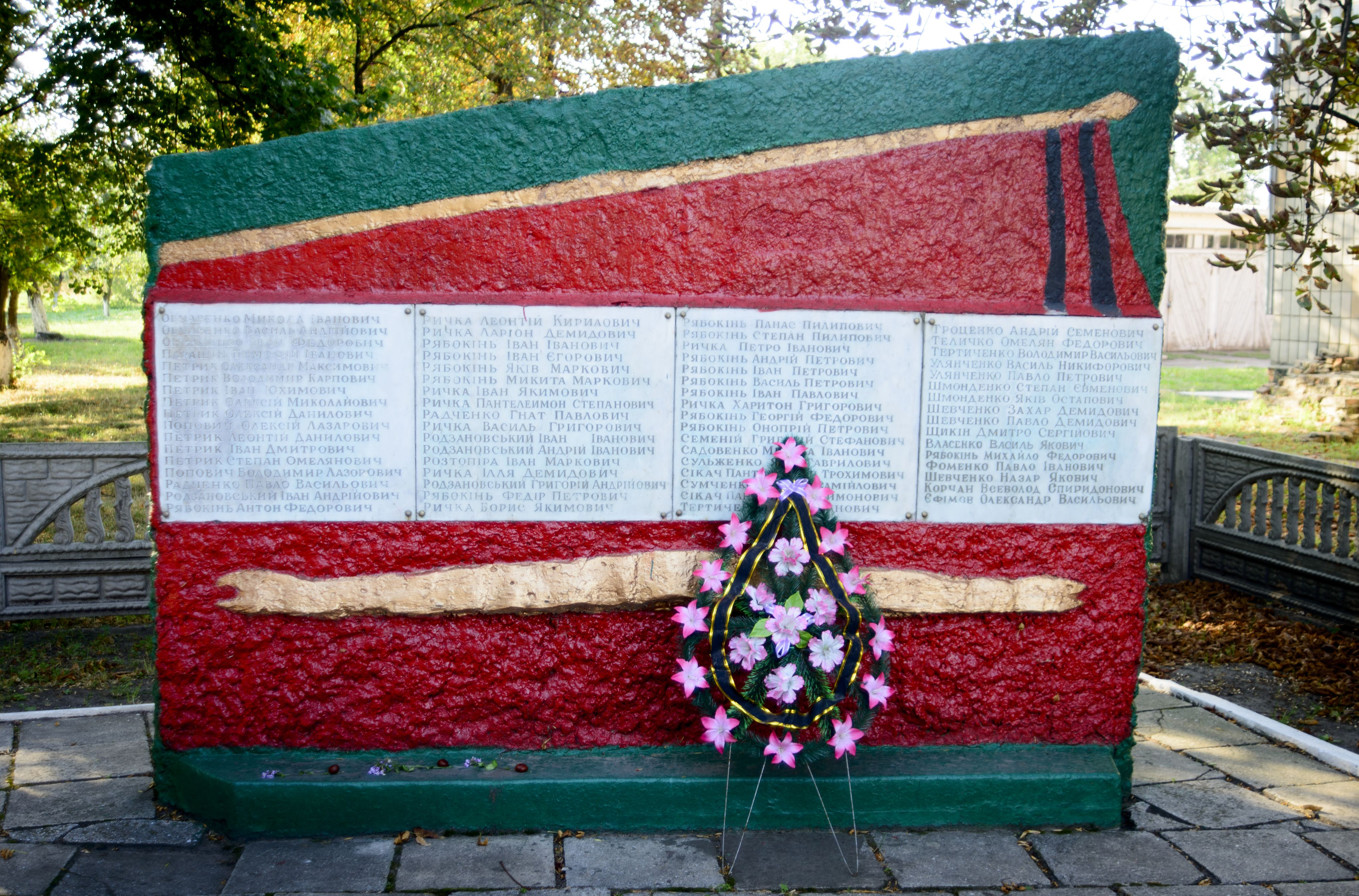
Братська могила радянських воїнів і пам'ятний знак полеглим воїнам-землякам
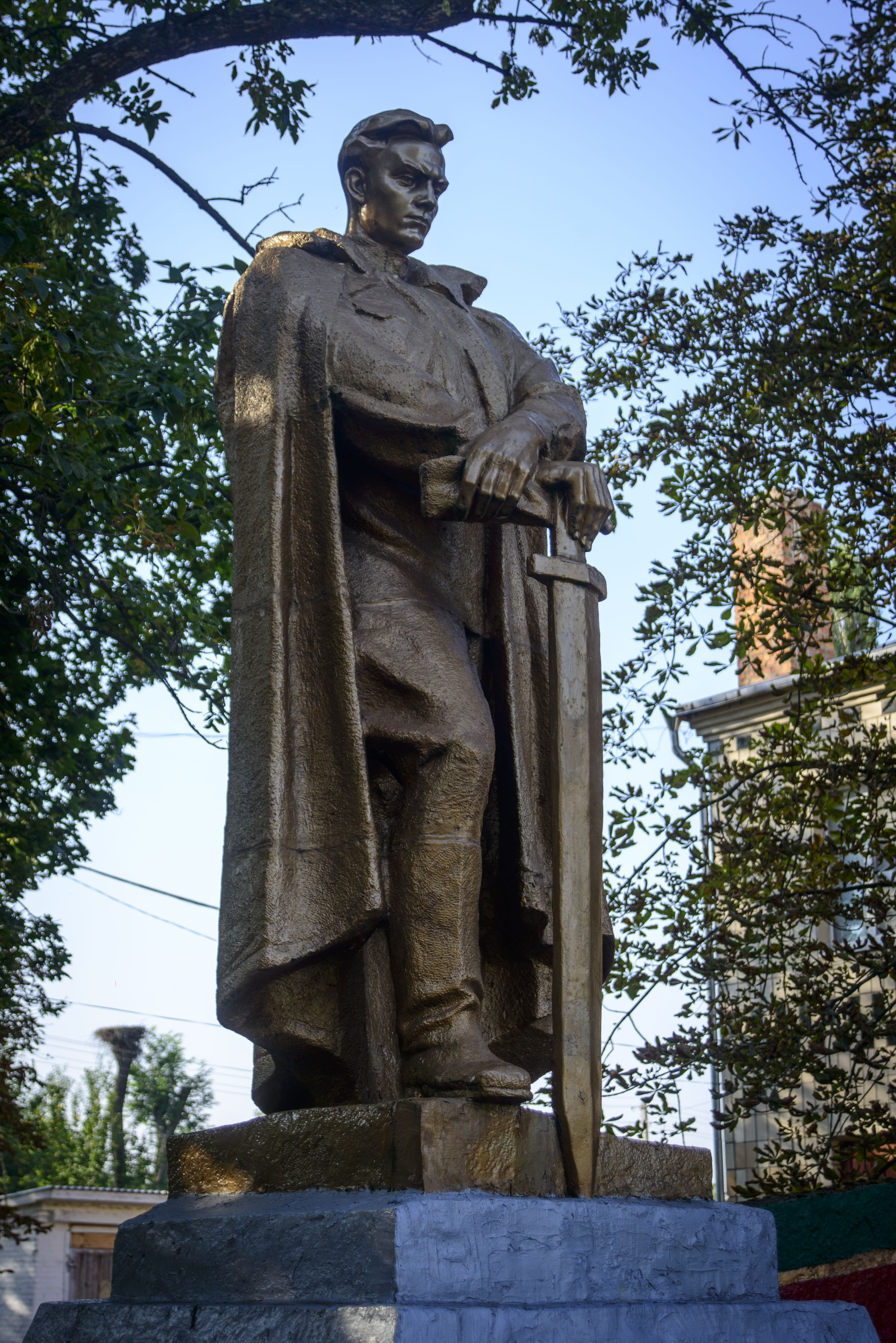
Братська могила радянських воїнів і пам'ятний знак полеглим воїнам-землякам
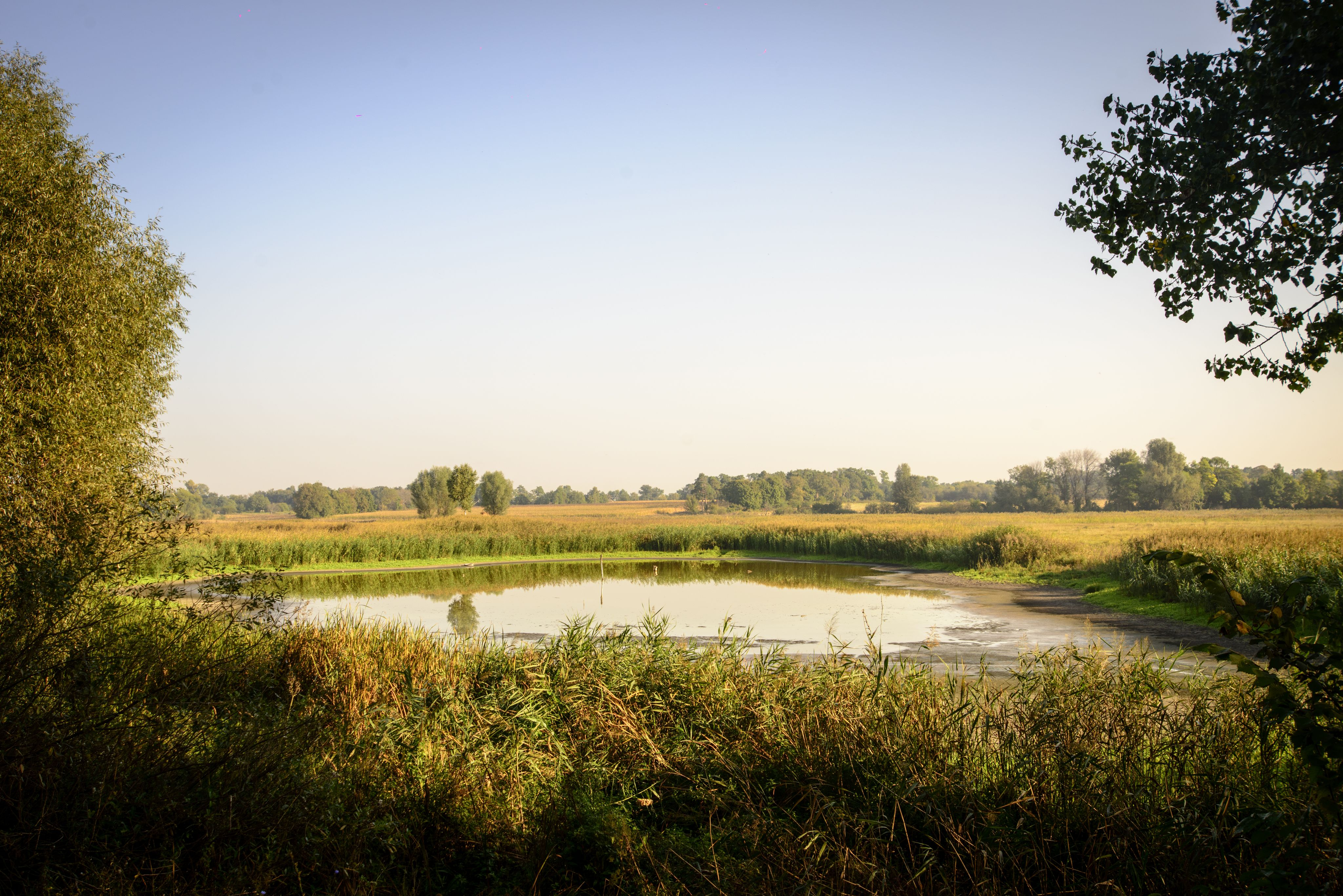
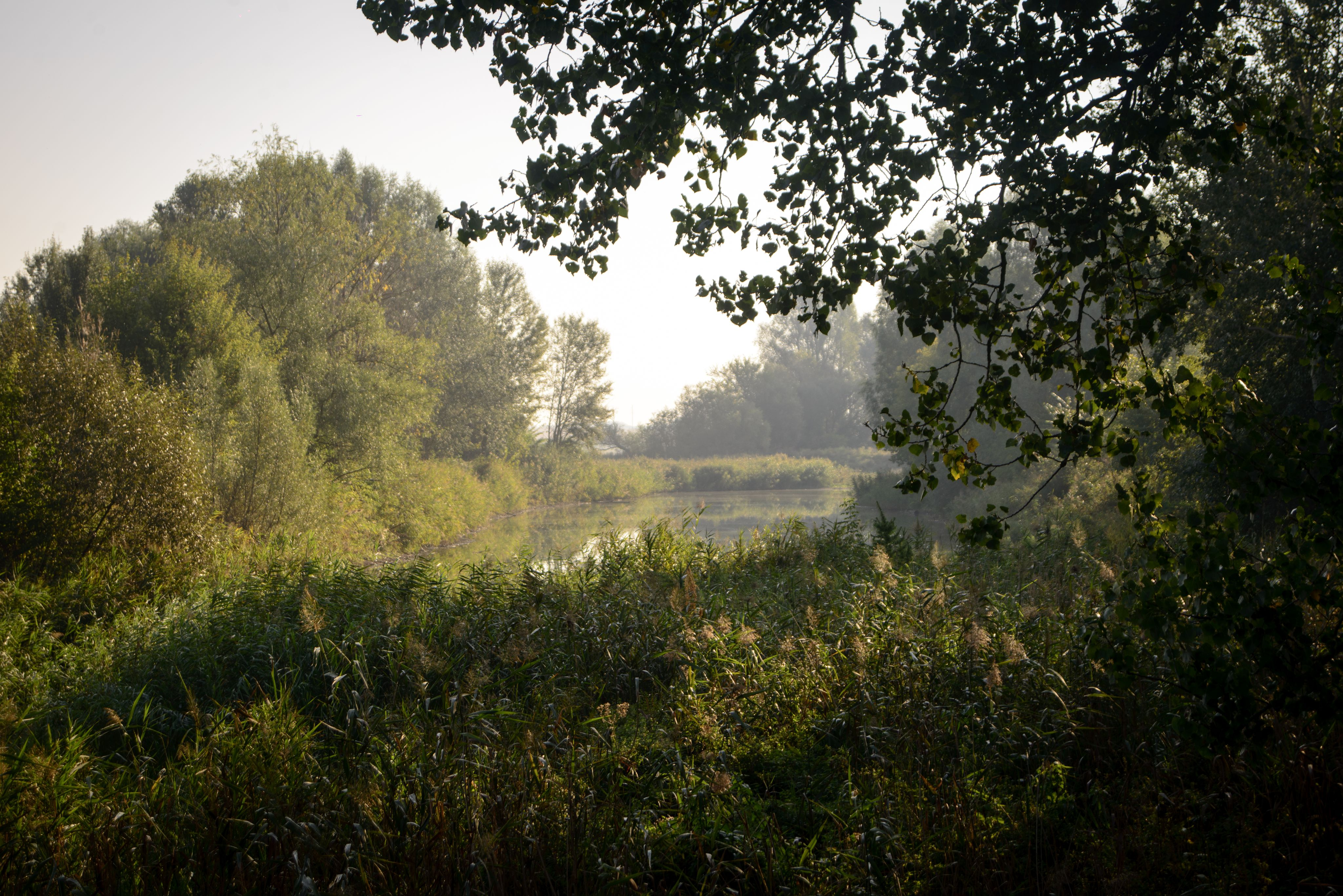
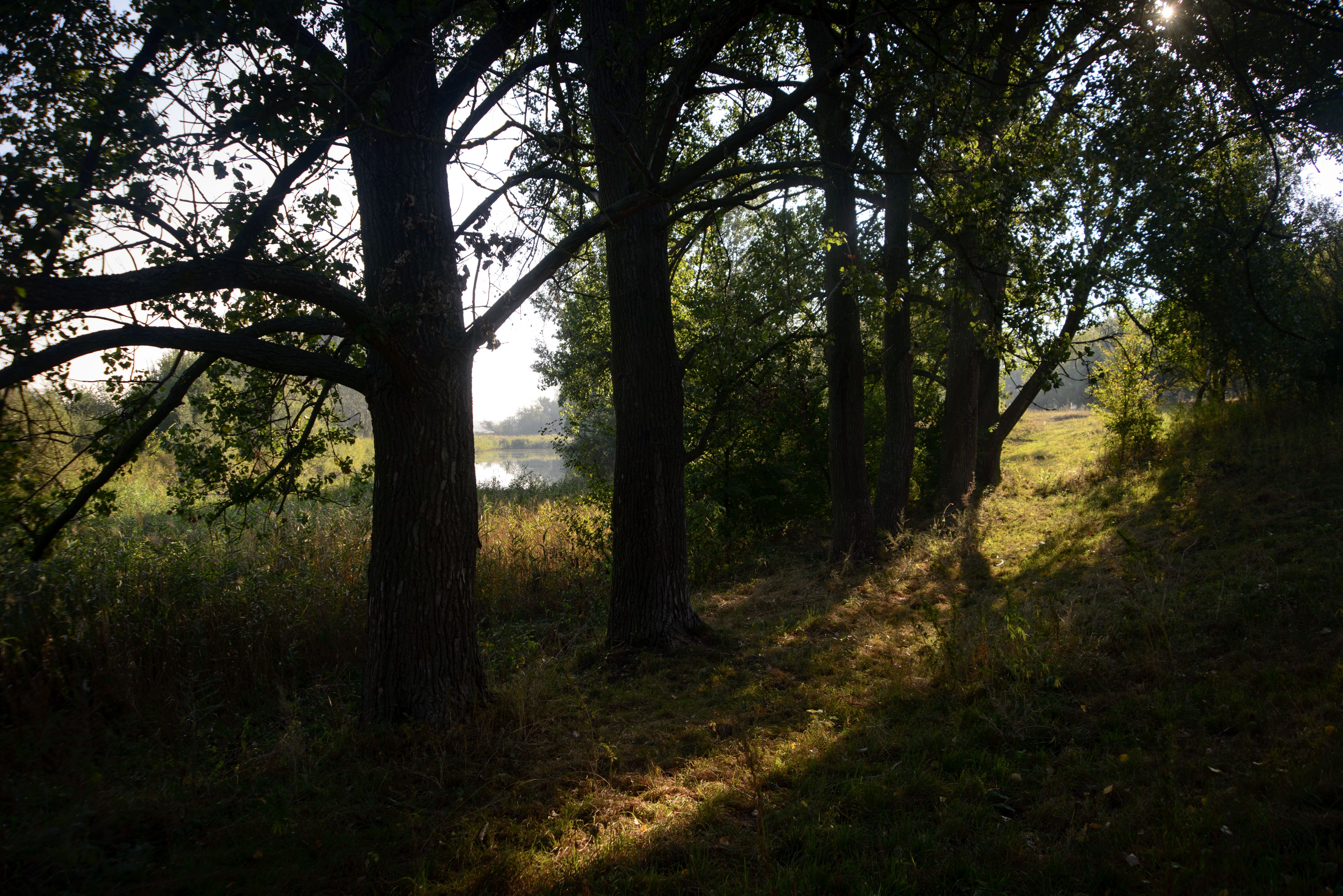
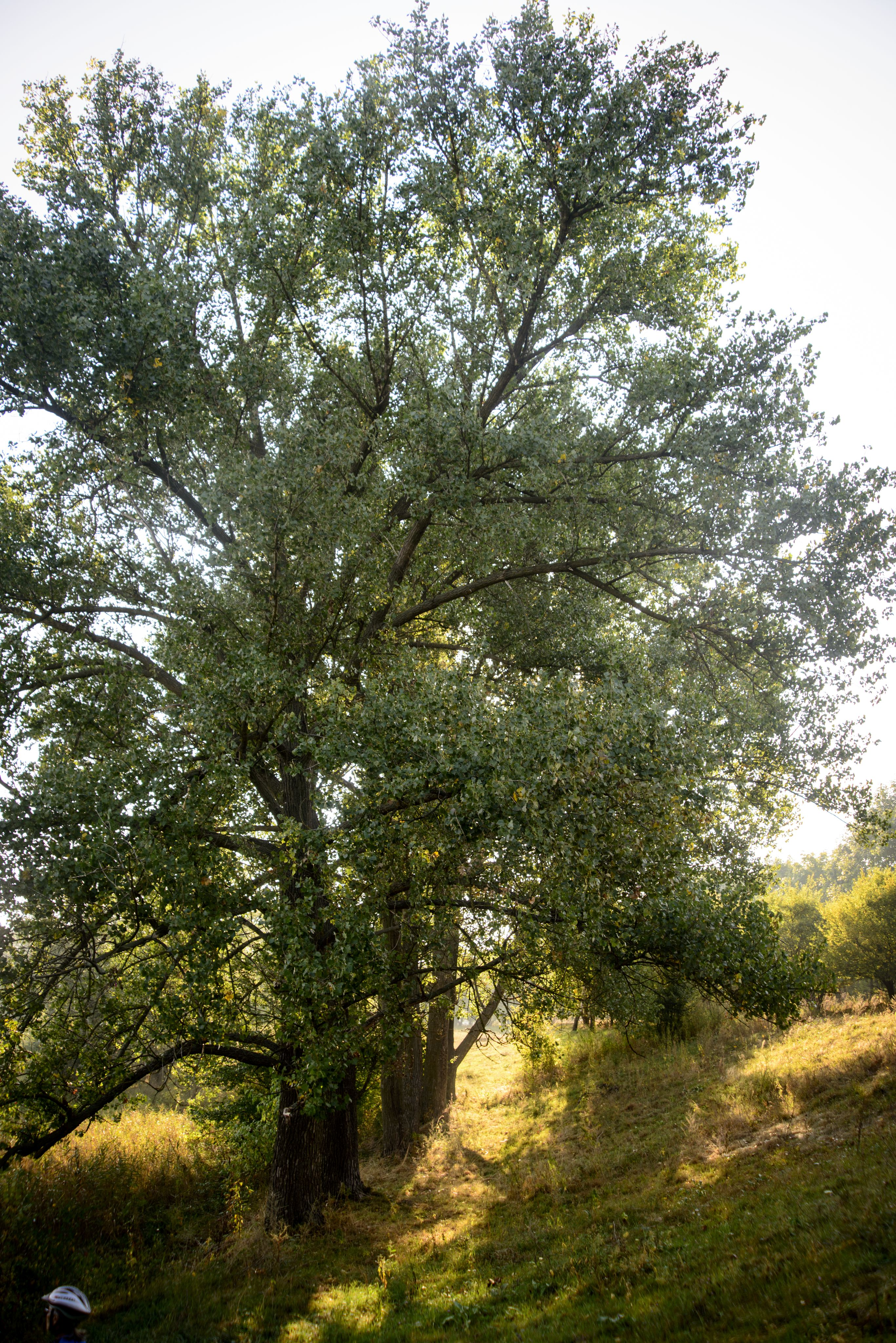
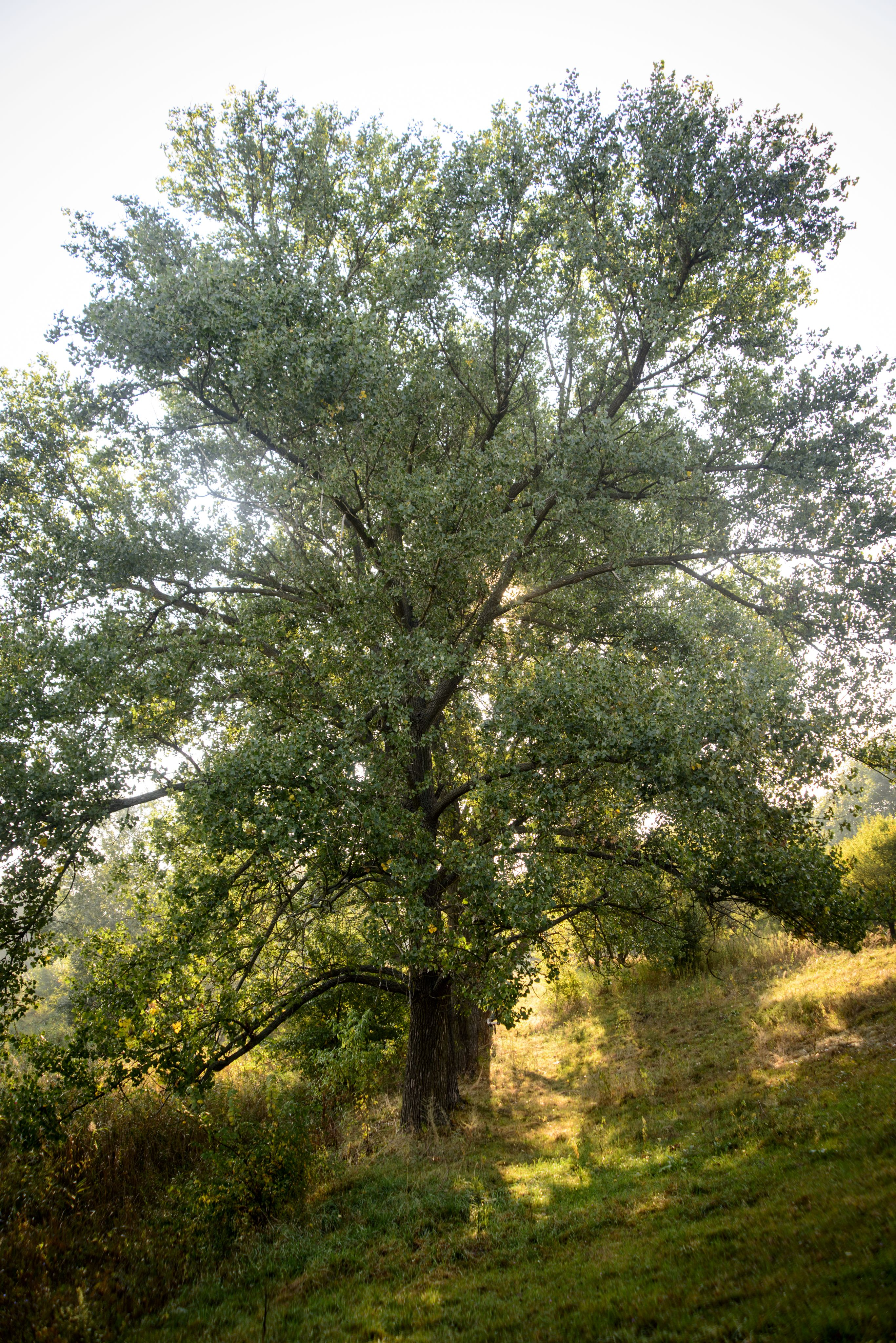